# Prêmio Emmy Internacional de Melhor Performance Artística
O Emmy Internacional de Melhor Performance Artística (no original em inglês: International Emmy Award for Performing Arts) é uma extinta categoria dos prêmios Emmy Internacional, que destaca programas televisivos do gênero artes performativas produzidos e exibidos fora dos Estados Unidos. Foi entregue pela Academia Internacional de Televisão, Artes e Ciências de 1979 a 2001.
O Brasil venceu esta categoria em 1982 com o especial de fim de ano Morte e Vida Severina, produzido pela Rede Globo.

## Vencedores
| Ano  | Vencedor                                          | País        | Emissora                          |
| ---- | ------------------------------------------------- | ----------- | --------------------------------- |
| 1979 | Elegies for the Death of Three Spanish Poets      | Reino Unido | Sky Arts                          |
| 1980 | L'Oiseau de Feu                                   | Canadá      | CBC                               |
| 1981 | Sweeney Todd: Scenes from the Making of a Musical | Reino Unido | London Weekend Television         |
| 1982 | Morte e Vida Severina                             | Brasil      | Rede Globo                        |
| 1983 | Dangerous Music                                   | Reino Unido | HTV                               |
| 1984 | The Tragedy of Carmen                             | Reino Unido | Channel 4                         |
| 1985 | Omnibus: The Treble                               | Reino Unido | BBC                               |
| 1986 | Bejart's Kabuki Ballet                            | Japão       | NHK                               |
| 1988 | The South Bank Show                               | Reino Unido | ITV                               |
| 1990 | The Mahabharata                                   | Reino Unido | Peter Brook                       |
| 1991 | Le Dortoir                                        | Canadá      | Rhombus Media                     |
| 1992 | Pictures On The Edge                              | Canadá      | Canadian Broadcasting Corporation |
| 1993 | Concerto                                          | Reino Unido | Initial Film and TV               |
| 1994 | Peter and the Wolf                                | Reino Unido | BBC                               |
| 1995 | The Planets                                       | Canadá      | Rhombus Media                     |
| 1996 | DV8 Physical Theatre                              | Reino Unido | BBC                               |
| 1997 | Enter Achilles                                    | Reino Unido | BBC                               |
| 1998 | The Judas Tree                                    | Reino Unido | Channel 4                         |
| 1999 | Rodgers and Hammerstein's Oklahoma!               | Reino Unido | Sky Premier / Channel 4           |
| 2000 | Gloriana                                          | Reino Unido | BBC                               |
| 2001 | Jesus Christ Superstar                            | Reino Unido | Slovenia TV                       |